# كأس العالم لكرة السلة للسيدات 2002
كأس العالم لكرة السلة للنساء 2002 هو موسم من كأس العالم لكرة السلة للنساء. أقيم خلال الفترة 14 سبتمبر 2002 وحتى 25 سبتمبر 2002، وشارك فيه  16 فريقاً، وفاز فيه منتخب الولايات المتحدة الوطني لكرة السلة للنساء.